# Silip (film, 1985)
Pour plus de détails, voir Fiche technique et Distribution.
Silip (traduction littérale : Voyeurisme) ou Daughter of Eve est un film philippin sorti en 1985 et réalisé par Elwood Perez. Conçu comme un film de sexploitation, certains lui trouvent des accents de film dramatique, de film d'horreur, de film d'avant-garde philippin, « entre Z et X, à la fois softcore et hardcore », un film inclassable qui fut ensuite projeté au Festival de film fantastique de Sitges en 2007 et au Forum des images en 2011.

## Synopsis
Dans un village isolé philippin, replié sur lui-même et traditionnel, deux sœurs s'initient à l'amour...

## Fiche technique
- Titre original : Silip
- Titre français : Daughters of Eve
- Réalisation : Elwood Perez
- Scénario : Ricardo Lee (en)
- Directeur de la photographie : Johnny Araojo
- Musique : Lutgardo Labad
- Montage : Edgardo Vinarao
- Décorateur : Gerry Pascual
- Durée : 125 minutes
- Laboratoire : Motion Picture Laboratories (MPL)
- Dates de sortie 
  -  Philippines : 7 février 1985
  -  États-Unis : octobre 1985, Festival international du film de Chicago
  -  Espagne : octobre 2007, Festival international du film de Catalogne
  -  France : juillet 2011, Forum des images[4]

## Distribution
- Maria Isabel Lopez
- Sarsi Emmanuelle
- Mark Joseph (actor) (en)
- Myra Manibog
- Daren Craig Johnson
- Pia Zabale
- Arwin Rogelio
- Jenneelyn Gatbalite
- Gloria Andrade
- Letty De Guzman

## Réception
- Ancienne miss Philippines, Maria Isabel Lopez scandalisa au Festival international du film de Chicago[5]
- « S'il n'est jamais pornographique, ce film stupéfiant n'en demeure pas moins à la lisière du X » Lia Terraya, Chaos Reigns[6]
- « Plus qu'un film de boules, plus qu'un film sensationnaliste sordide, c'est surtout un pamphlet ultra-violent contre la religion et un petit chef-d'œuvre inconnu » Zak Spor, Chaos Reigns[7]

## Remakes
- Silip de Joel Lamangan (en)